# John George Lambton, primer conde de Durham

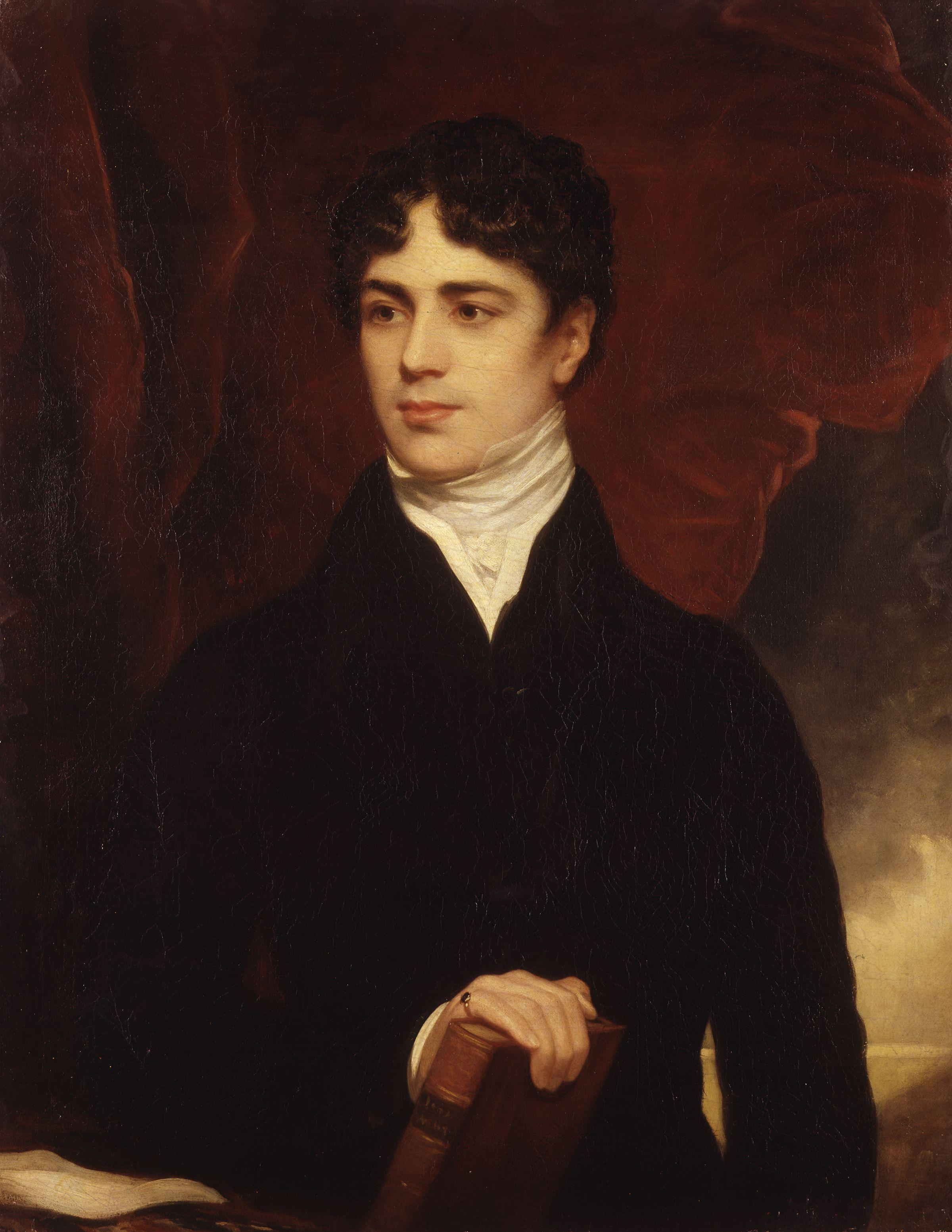
Retrato de John Lambton, primer conde de Durham.

John George Lambton, primer conde de Durham, GCB, PC (12 de abril de 1792 - 28 de julio de 1840), también conocido como "Radical Jack" y comúnmente mencionado en los textos de historia de Canadá como Lord Durham, fue un hombre de estado británico del partido Whig, administrador colonial, Gobernador General y alto comisionado de la Norteamérica británica.

## Formación
Lambton nace en Londres, Inglaterra; siendo hijo de William Henry Lambton.  Su madre fue Lady Anne Barbara Frances, hija de George Villiers, 4.º conde de Jersey.   Lambton fue bautizado con los nombres de sus abuelos, John Lambton y George Villers.
Luego de concurrir a Eton en 1809 se incorpora al ejército con el grado de corneta en el 10.º Regimiento de Húsares, pero renuncia en 1811.  Luego del fallecimiento de su padre en 1797, Durham hereda una inmensa fortuna, producto en gran medida de operaciones mineras en las tierras que rodean al Castillo Lambton, la sede familiar ancestral en el Condado de Durham, que formaba la base de Lambton Collieries. Otras propiedades en el condado de Durham eran Dinsdale Park y Low Dinsdale Manor. En 1821, se gana el apelativo de 'Jog Along Jack', luego de que se le preguntara cuanto era un ingreso adecuado para un caballero inglés, y haber respondido, “that a man might jog along comfortably enough on £40,000 a year“. (en español: Un caballero puede vivir [jog along]  confortablemente son 40,000 libras por año)

## Carrera política
En la elección de 1812 Lambton es elegido por primera vez como miembro del Parlamento por el Condado de  Durham, cargo que mantiene hasta 1828, cuando se lo designa Barón Durham, de la Ciudad de Durham y del Castillo Lambton en el condado Palatino de Durham. Cuando su suegro Lord Grey es designado primer ministro en 1830, Durham jura como miembro del Privy Council y es designado Lord Privy Seal. Desde este cargo ayuda a redactar el Acta de Reforma de 1832. Lord Durham renuncia al gabinete en 1833. Posteriormente ese mismo año fue nombrado Vizconde de Lambton y Conde de Durham.
Entre 1835 y 1837 es Embajador en Rusia. En Rusia fue nombrado caballero de la Orden de San Alejandro Nevski, caballero de la Orden de San Andrés y también de la Orden de Santa Ana, y En 1837 fue nombrado por la Corona caballero gran cruz de la Orden del Baño.

## Canadá
En 1837 Lord Durham es enviado a las colonias de Canadá para investigar las circunstancias asociadas a la llamada Rebelión del Bajo Canadá del francófono Louis-Joseph Papineau y la Rebelión del Alto Canadá del republicano William Lyon Mackenzie, recientemente ocurridas. Su detallado y famoso Report on the Affairs of British North America (1839) recomendaba la asimilación de la población francófona por parte de la anglófona, establecer una forma modificada de gobierno responsable y una unión legislativa del Alto y el Bajo Canadá y de las Provincia Marítimas.
Lord Durham ha sido alabado en la historia canadiense inglesa por su recomendación de establecer un gobierno responsable. Esta modificación fue implementada y para 1848 Canadá era una democracia operativa. Sin embargo no se tiene en tan alta estima su idea de fundir al Bajo y Alto Canadá en una colonia, dado que esta propuesta fue formulada con el objetivo específico de tratar de promover la extinción del idioma y la cultura francesa mediante mezcla con la población inglesa minoritaria. Aunque finalmente la política de asimilación falló durante la Unión (1840–1867) y posteriormente de hecho, el Acta de Unión previno el otorgarle un gobierno responsable al pueblo canadiense francés (mayoría del Bajo Canadá).
Ya para 1842, la política propuesta por Lord Durham de asimilación había sido derrotada, ya que el partido de Louis-Hippolyte Lafontaine en el Parlamento había logrado forzar un re-establecimiento de facto del francés como un idioma del Parlamento. Una vez que se estableció el gobierno responsable (1848), los canadienses franceses en Canada East tuvieron éxito votando como un bloque en asegurarse que ellos tuvieran una representación poderosa en el gabinete, especialmente dado que la política de Canada West estaba muy fraccionada. El punto muerto alcanzado entre el Este y el Oeste de Canadá dio lugar al desarrollo de un movimiento en favor de un gobierno federal en vez de uno unitario, lo que condujo a la creación en 1867 de la confederación, un estado federal de Canadá, incorporando Nuevo Brunswick y Nueva Escocia.